# Zdzisław Kozłowski (działacz sportowy)
Zdzisław Stanisław Kozłowski (ur. 6 listopada 1936, zm. 27 maja 2016) – polski działacz sportowy, sędzia łuczniczy, prezes Polskiego Związku Łuczniczego (PZŁucz)

## Życiorys
Przez blisko pół wieku był sędzią klasy państwowej w łucznictwie olimpijskim. Od 1976 zasiadał we władzach Polskiego Związku Łuczniczego pełniąc między innymi funkcję wiceprezesa ds. organizacyjnych. Od 2012 był członkiem Zarządu Polskiego Komitetu Olimpijskiego (PKOl), w tym samym roku, w grudniu został wybrany na czteroletnią kadencję prezesem Polskiego Związku Łuczniczego.
Został pochowany na Cmentarzu Miejskim w Białymstoku przy ul. Władysława Wysockiego 63